# Rândunică cu spate alb
Rândunică cu spate alb (Cheramoeca leucosterna) este o specie de pasăre din familia Hirundinidae  și este endemică în Australia. Poate fi identificată după spatele său alb, înconjurat de aripi și coadă negre. Are o răspândire largă, din partea de sud a continentului australian până la Tropicul Capricornului. Rândunica cu spatele alb preferă pajiștile.

## Taxonomie
John Gould a descris pentru prima dată rândunica cu spatele alb în 1841 și a inclus-o în publicația sa „Păsările Australiei”. Rândunica cu spatele alb mai este denumită uneori „Rândunica albă-neagră”, „Rândunica cu pieptul alb”, „Rândunica cu capul alb”. Un sinonim taxonom pentru Cheramoeca leucosterna este Cheramoeca leucosternus.